# Chrysosplenium pseudofauriei
Chrysosplenium pseudofauriei är en stenbräckeväxtart som beskrevs av H. Lév.. Chrysosplenium pseudofauriei ingår i släktet gullpudror, och familjen stenbräckeväxter. Utöver nominatformen finns också underarten C. p. nipponense.